# Raising the stones
Raising the stones is het derde studioalbum van Citizen Cain. De muziekgroep is op dit album teruggebracht tot slechts twee musici. Dit en het album zelf zorgden voor uiteenlopende reacties binnen liefhebbers van progressieve rock. Beide kampen gebruikten dezelfde redenen om het album als slecht en goed te kwalificeren. De stem van Cyrus leek (te) veel op die van Peter Gabriel ten tijde van Genesis en Fish ten tijde van Marillion. Genesis en Marillion waren de twee voorbeelden van Citizen Cain. Ook waren de meningen verdeeld over de hoeveelheid tekst (de een hield ervan, de ander vond het te veel van het goede) en de richtingloze, complexe muziek. Het album behandelt onderwerpen uit de mythologie en het Oude Testamant. Het voorwoord vermeldde zowel Janus, Kain en Abel.
Na dit album werd het een tijd lang stil rond de band. In 2012 verscheen een geremasterde uitgave van Raising the stones.

## Musici
- Cyrus – zang, basgitaar
- Stewart Bell – alle muziekinstrumenten

Met
- Andy Heatlie – gitaar op Last days of Cain

## Muziek
Alle muziek van Citizen Cain; teksten van Cyrus

| Nr. | Titel | Duur  |
| --- | --- | ----- |
| 1.  | (Hell’s greedy children) Last days of Cain (1. Dead man rising; B. Tears of tomorrow, C. Ixion’s conclusions)                                               | 13:17 |
| 2.  | Bad karma (monsters and men) | 8:08  |
| 3.  | First Gate (1.Open yet closed, 2. Ghosts of Jericho (part 2))                                                                                               | 4:07  |
| 4.  | Corcyra – the suppliants | 6:33  |
| 5.  | Dreaming makes the world (1. Dreaming makes the world, 2. Variations, 3.The blood plains of Hev-Hem,)                                                       | 11:50 |
| 6.  | The last supper (1. The last supper, 2. In deep waters) | 2:29  |
| 7.  | Ghosts of Jericho (part 1) (1.Secrets of hidden things, 2.I spy with my little eye)                                                                         | 5;25  |
| 8.  | Black rain (1.Black rain, 2.Webs) | 6:30  |
| 9.  | Silently seeking Euridice (1. A lover’s tale, 2.The stalker’s dance, 3. Fixing broken hearts, 4. The trickery, 5. The stalker’s stance, 6.Will-o’-the-wish) | 13:43 |